# Thabisio Ralekhetla
Thabisio Ralekhetla (ur. 3 marca 1960) – lesotyjski lekkoatleta, maratończyk.
W 1996 wystartował na igrzyskach olimpijskich, na których zajął 29. miejsce w maratonie z czasem 2:18:26. Jest najstarszym lesotyjskim olimpijczykiem. W 1997 wystąpił na mistrzostwach świata w półmaratonie, na których był 107. z czasem 1:07:17. W 1998 wziął udział w biegu maratońskim na igrzyskach Wspólnoty Narodów, w którym uplasował się na 8. pozycji z czasem 2:22:47.